# Punta Pingüino (Bougainville)
La punta Pingüino (52°01′S 58°27′O / -52.017, -58.450) se encuentra en la costa oriental de la isla Bougainville del archipiélago de las Malvinas. Administrativamente pertenece al departamento Islas del Atlántico Sur de la provincia de Tierra del Fuego, Antártida e Islas del Atlántico Sur.
Esta punta tiene una forma alargada y angosta que se proyecta hacia el interior de la bahía Inútil del sector este de la isla. Además se encuentra al norte de la punta Aguda.